# Jelmu
Jelmu is een bestuurslaag in het regentschap Jambi van de provincie Jambi, Indonesië. Jelmu telt 575 inwoners (volkstelling 2010).